# Wierzbówka (Kawęczyn)
Wierzbówka – przysiółek wsi Kawęczyn w Polsce położony w województwie mazowieckim, w powiecie piaseczyńskim, w gminie Konstancin-Jeziorna.
W latach 1975–1998 miejscowość administracyjnie należała do województwa warszawskiego.